# Tranbjerg
Tranbjerg este un oraș în Danemarca.